# Кастельнуово-Борміда
Кастельнуово-Борміда (італ. Castelnuovo Bormida, п'єм. Castelneuv an Bormia) — муніципалітет в Італії, у регіоні П'ємонт,  провінція Алессандрія.
Кастельнуово-Борміда розташоване на відстані близько 450 км на північний захід від Рима, 80 км на південний схід від Турина, 20 км на південь від Алессандрії.
Населення — 692 особи (2014).
Щорічний фестиваль відбувається 16 липня. Покровитель — San Quirico.

## Демографія
Населення за роками:

Станом на 1 січня 2023 року в муніципалітеті офіційно проживало 37 іноземців з 11 країн, серед них 18 громадян країн Євросоюзу та 1 громадянин України.

## Сусідні муніципалітети
- Кассіне
- Ривальта-Борміда
- Сеццадіо